# Tritocosmia armata
Tritocosmia armata är en skalbaggsart som beskrevs av Oke 1932. Tritocosmia armata ingår i släktet Tritocosmia och familjen långhorningar. Inga underarter finns listade i Catalogue of Life.